# Thorn Flower
Thorn Flower (en coréen : 가시꽃 ; RR : Gasiggot), également connu sous le titre Flower of Revenge, est un drama télévisé sud-coréen en 120 épisodes diffusé en 2013 sur le réseau JTBC. Il s'agit du premier drama diffusé quotidiennement sur la chaîne.
La série met en vedette les acteurs Jang Shin-young, Kang Kyung-joon, Seo Do-young, Sa Hee, Jung Ji-yoon et Lee Won-suk,.

## Synopsis
Jeon Se-mi était autrefois une fille sage et innocente. Mais son comportement change lorsqu'elle est trahie par son amoureux, perd sa famille et se fait violer. Ces évènements traumatisants la poussent à se venger contre ceux qui lui ont fait du mal et ont détruit sa vie.

## Distribution
Rôles principaux
- Jang Shin-young : Jeon Se-mi/Jennifer Dyer Mason/Choi Seo-yeon
- Kang Kyung-joon : Kang Hyuk-min
- Seo Do-young : Park Nam-joon
- Sa Hee : Kang Ji-min[4]
- Jung Ji-yoon : Chun Soo-ji
- Lee Won-suk : Baek Seo-won

Rôles secondaires
- Kim Byung-choon : Kang Joo-chul, le père de Hyuk-min
- Cha Hwa-yeon : Min Hwa-young, la mère de Hyuk-min
- Kim Kwon : Kang Sung-min, le petit frère de Hyuk-min
- Choi Woo-suk : Yoo Je-joon, l'ex de Se-mi, le mari de Ji-min
- Kang Shin-il : M. Jeon (caméo), le père de Se-mi
- Kim Chung : Mme Hong (caméo), la mère de Se-mi
- Kim Ji-young : la grand-mère de Nam-joon
- Lee Deok-hee : Lee Jin-sook, la mère de Nam-joon
- Yoo Ah-mi : Park Sun-young, la tante de Nam-joon
- Kim Kyung-sook : Mme Hyun, la mère Soo-ji
- Ahn Suk-hwan : Baek Doo-jin, le père de Seo-won
- Park Jin-joo : Park Nam-hee, la petite sœur de Nam-joon
- Kim Kwon : Kang Sung-min, le petit frère de Hyun-min
- Kang Ye-seo : Yoo Ye-ji, la fille de Ji-min
- Lee Chul-min : Kim Baek-choon
- Kim Young-bae : le détective Seo